# Голубці
Голубці — страва української кухні, також притаманна кухні Східної Європи та Середнього Сходу. Є об'єктом нематеріальної культурної спадщини України. Страва готується з листя свіжої чи кислої капусти та начинки з м'яса, рису чи гречки, кукурудзяних чи пшоняних круп, картоплі, квасолі, грибів, цибулі, моркви та прянощів.
Назва «голубці» має історичне походження та пов'язана з формою і кольором цієї страви.
Вважається, що коли голубці готуються, вони набувають округлу форму, схожу на голубину грудку. Також, після термічної обробки, капустяне листя набувають світло-зелений або блакитний відтінок, що також може бути пов'язано з асоціацією з голубами. Ці візуальні характеристики, ймовірно, послужили основою для назви страви «голубці».
4 травня 2023 року приготування української страви «Голубці» було внесено до Національного переліку елементів нематеріальної культурної спадщини України.

## Приготування голубців

### Начинка до голубців
Як начинку до голубців в Карпатах використовують кукурудзяні крупи, на Полтавщині вживають гречку. Крупу злегка приварювали, змішували з підсмаженою цибулею, свинячими шкварками, а у свято — з сирим м'ясним фаршем, додавали спецій та начиняли цією сумішшю запарені свіжі або квашені капустяні листки. Навесні капусту заміняли молодим листям червоного буряка, а на південному заході — молодим листям винограду Потім голубці злегка підсмажували, складали у горщик, заливали — у піст водою навпіл із квасом, у м'ясоїд юшкою на кістках чи м'ясі, додавали сметани і ставили у добре витоплену піч. Голубці вважалися готовими, коли капуста ставала м'якою. На Лівобережжі та Півдні голубці робили великі, на цілий капустяний лист, а у Подністров'ї та Карпатах листя ділили на декілька часток (господиня, яка робила великі голубці, вважалася там ледачою). Полтавські куховарки віддавали перевагу великим голубцям за те, що вони соковитіші. Голубці готували на повсякдень, але у більшості районів Правобережжя, крім Полісся, вони входили й до складу святкового меню. З 20-30-х років нашого століття голубці почали начиняти рисово-м'ясною сумішшю, та тушкувати, додаючи замість квасу томатний сік, соус чи пасту.
Без голубців важко уявити як щоденний, так і святковий стіл в Україні.
Закарпатці й буковинці на Святвечір роблять голубці з «крижавок» — квашених головок капусти. У «квасні» голубці кладуть начинку з рису і грибів (квашені листки і рис однаково довго варяться). Голубці по-карпатськи готують зі свіжої капусти з кукурудзяними крупами, а також із тертою сирою картоплею (у Ворохті, Верховині, Квасах). Найсмачніше їсти їх з грибною підливою. Щоб відрізняти голубці на столі, їх по-різному загортають; кукурудзяні — у формі конвертика, заправляючи краї всередину, картопляні просто скручують у рулетики.
Суто галицькою стравою є голубці з тертої картоплі та грибна мачанка до них.

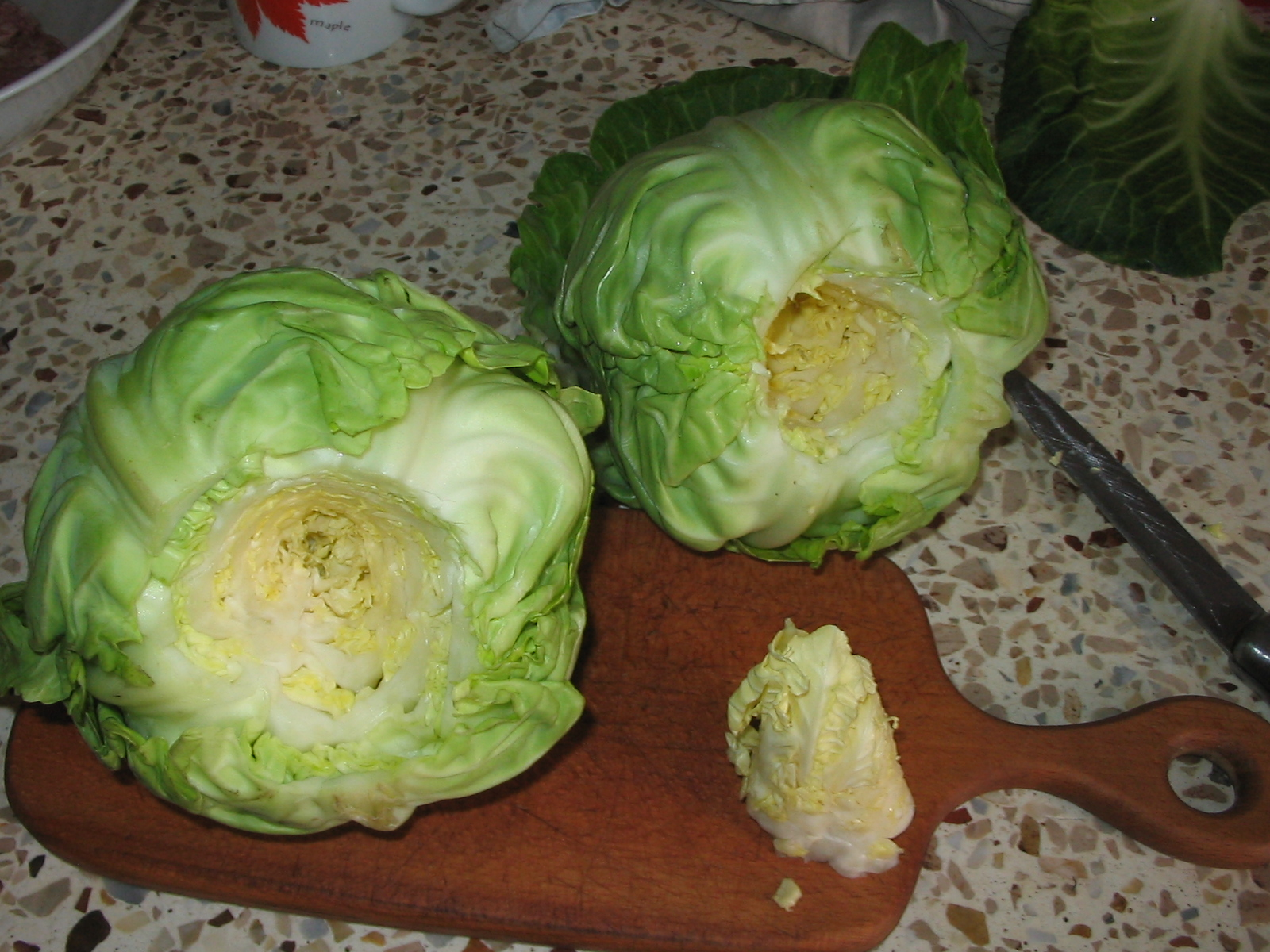
Головка молодої капусти з вирізаним качаном
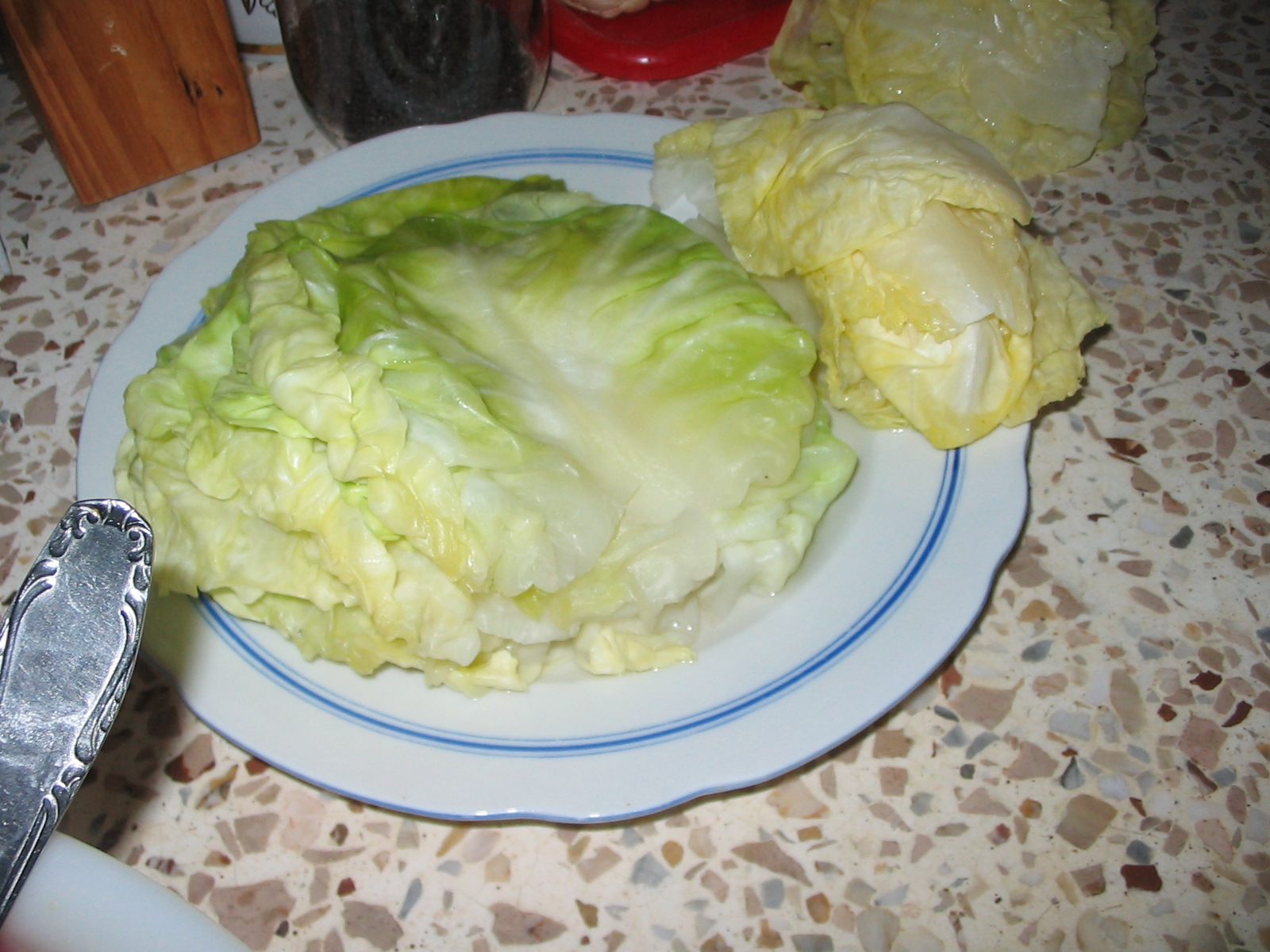
Головка підвареної капустини розібраної на окремі листки
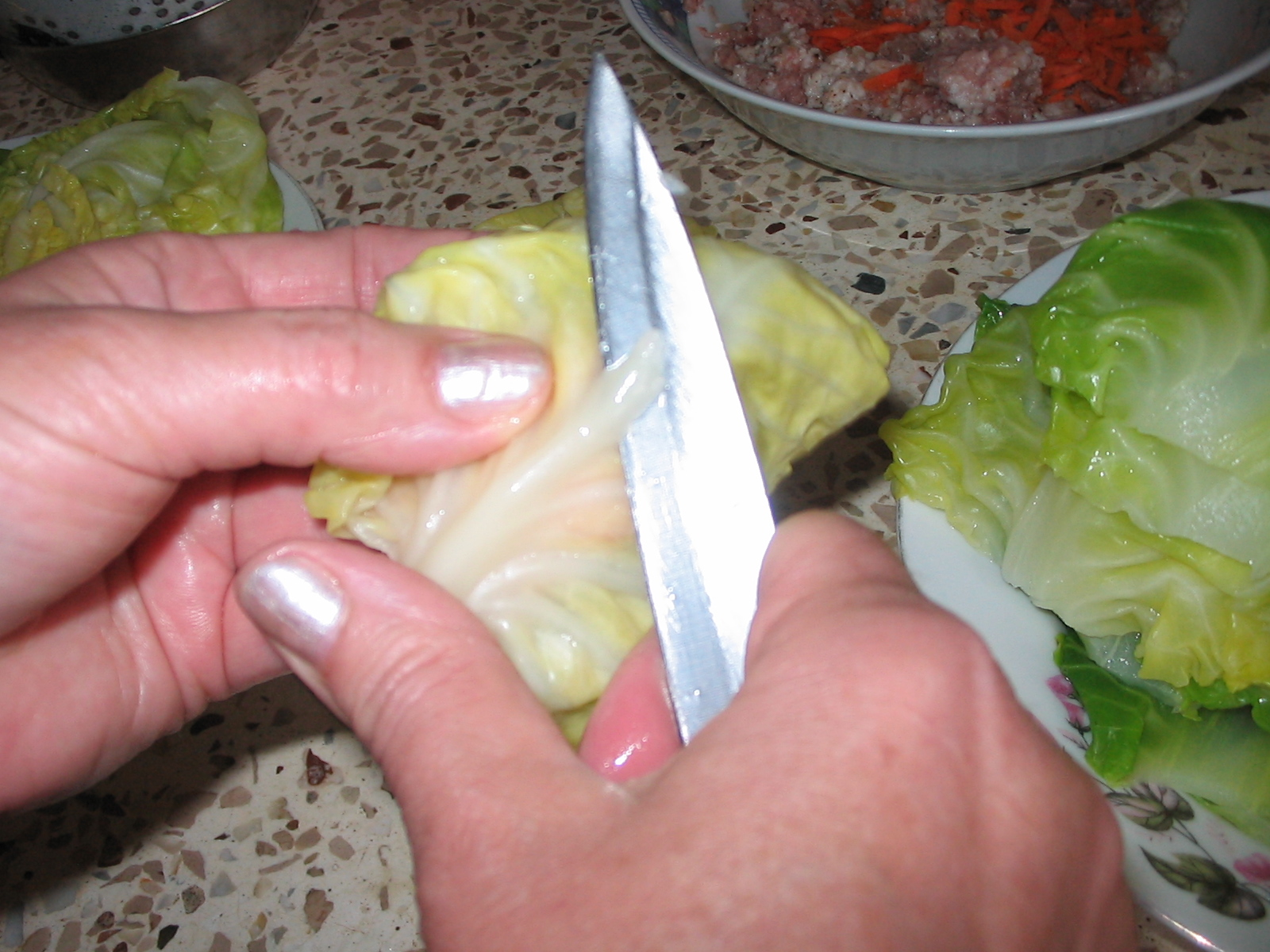
Зачистка потовщення у листка
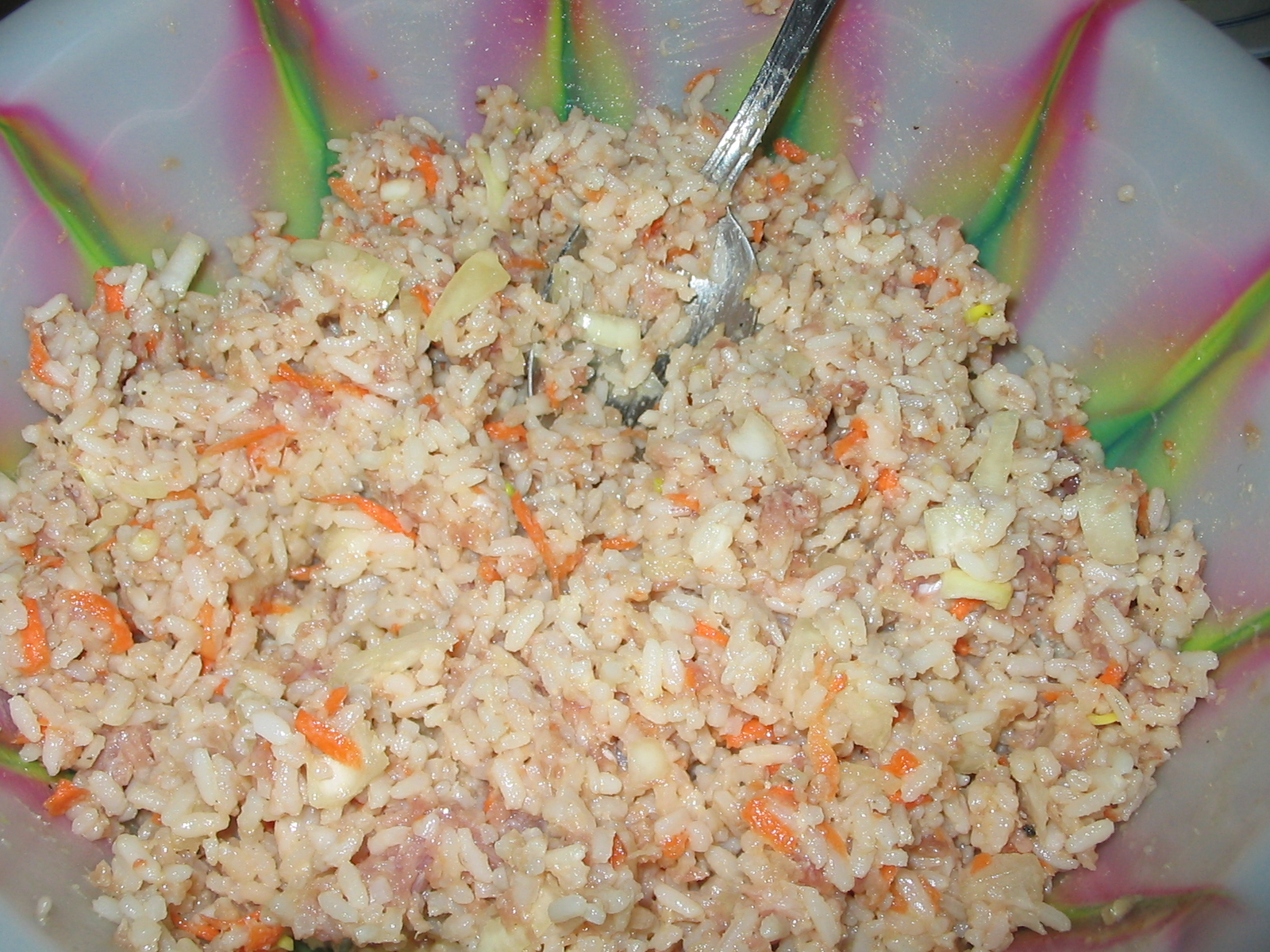
Начинка з припущеного рису, меленого м'яса, цибулі та моркви для виготовлення голубців
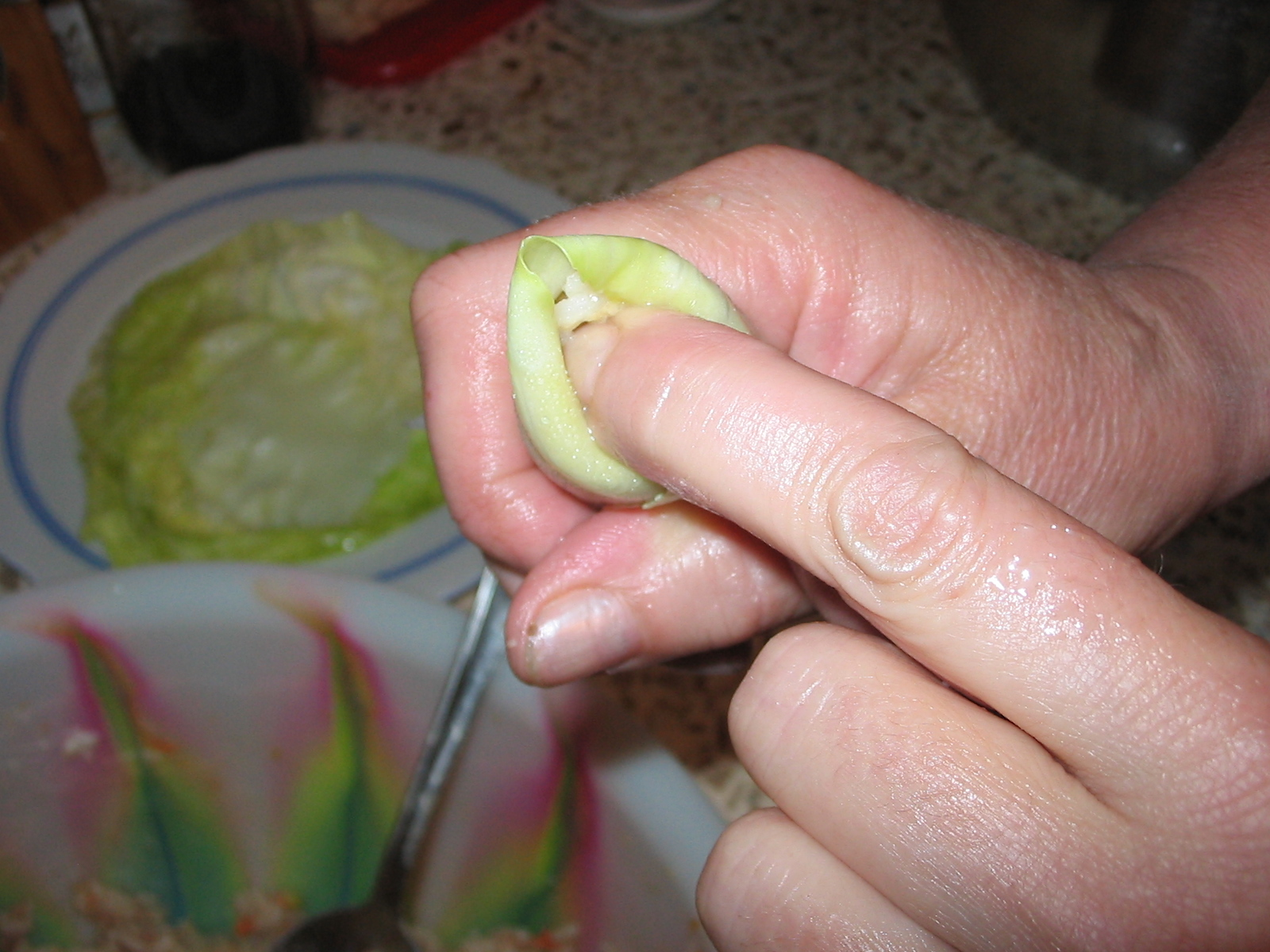
Виготовлення голубців
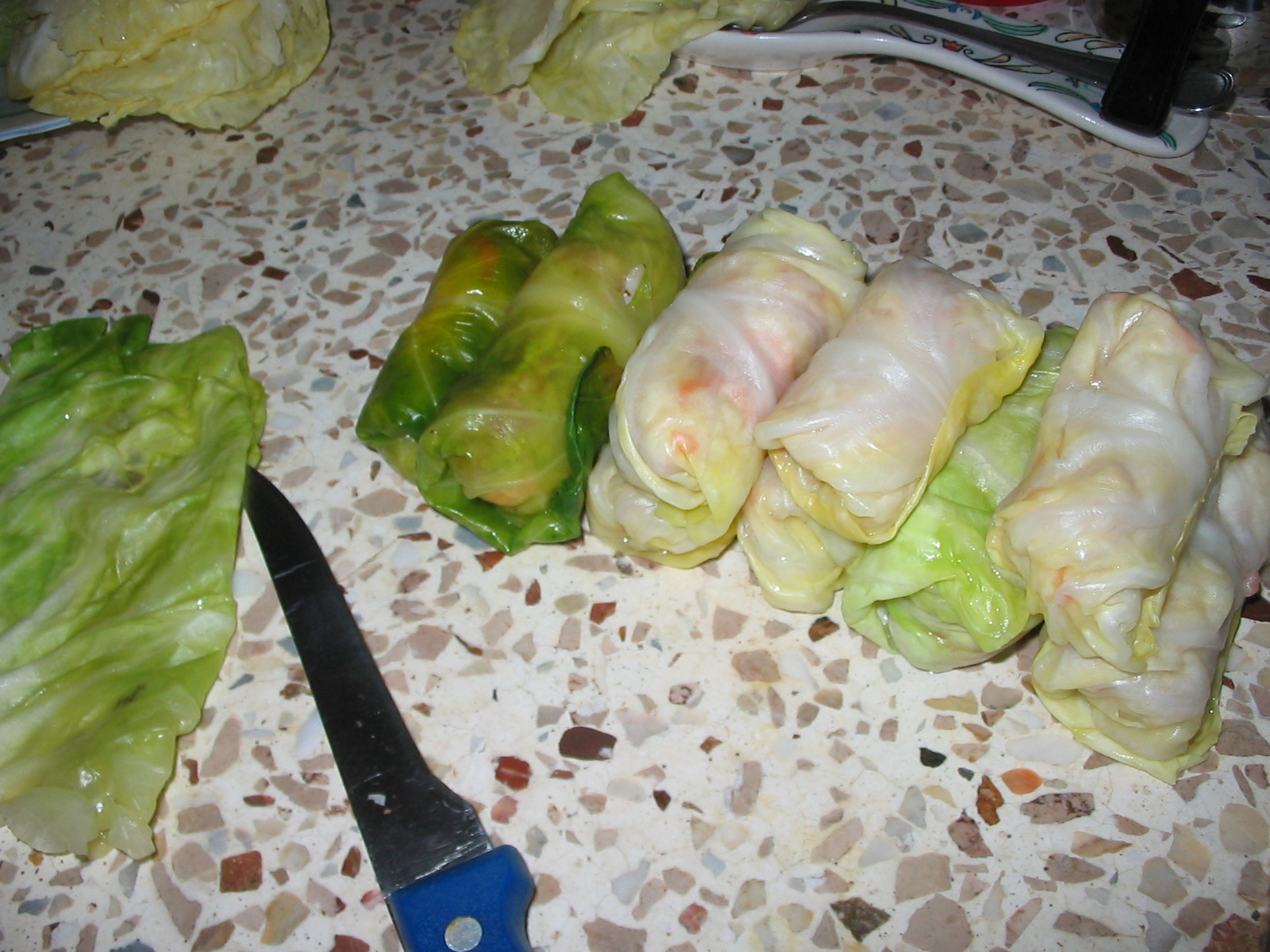
Виготовлені голубці

## Голубці з м'ясом по-українськи
Склад: на 1 кг яловичини — 1,2 кг свіжої капусти, 4 ст. ложки рису, 2 цибулини, 3 ст. ложки вершкового масла, сіль, перець — за смаком. Для підливи: 1/2 склянки сметани, 2,5 склянки м'ясного бульйону, по 1 ст. ложці пшеничного борошна й вершкового масла.
Приготування: з невеликої головки капусти знімають верхні листки, промивають, вирізують качан, кладуть в підсолений окріп і залишають на 10-15 хв, потім головку виймають, охолоджують і розбирають на окремі листки. Товсті жилки зрізають або розбивають сікачем. М'ясо пропускають крізь м'ясорубку, додаючи припущений рис, пасеровану ріпчасту цибулю, перець, сіль, добре розмішують, кладуть на підготовлені листки капусти, краї їх згортають і надають голубцям прямокутної форми.
Дно приготовленого сотейника чи каструлі викладають рештками капустяного листя, поверх укладають щільно голубці, кладуть чорного перцю та лаврового листя до смаку, заливають сметанною підливою, накривають листям та ставлять поверх вагар (тарілку чи покришку), щільно накривають і тушкують у духовці при помірній температурі до готовності.
Приготування підливи.
Борошно пасерують на вершковому маслі, додають сметану, змішують, розводять гарячим бульйоном, припускають 2-3 хв на малому вогні, солять.

## Галерея

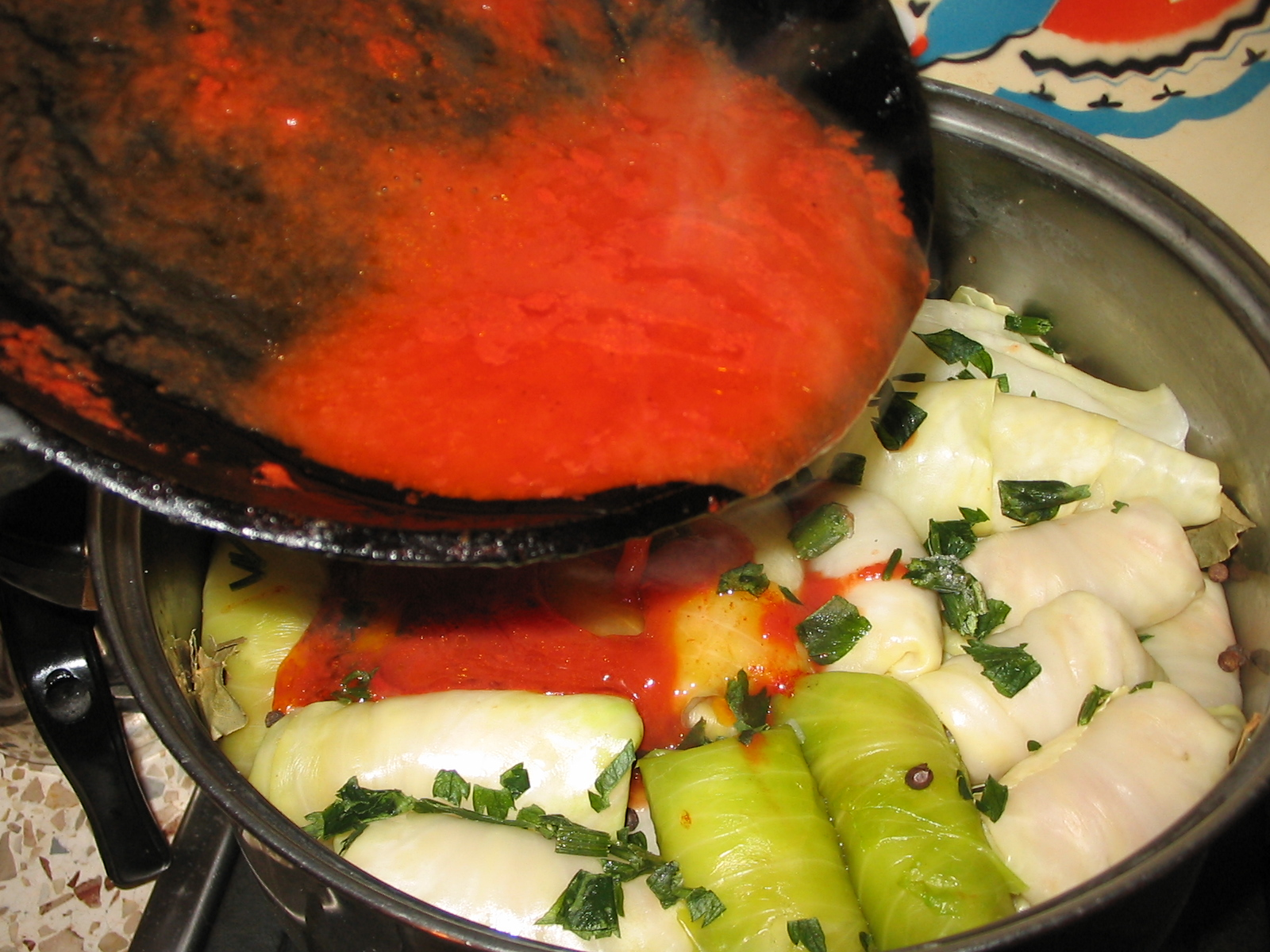
Голубці з рисом та м'ясом перед приготуванням
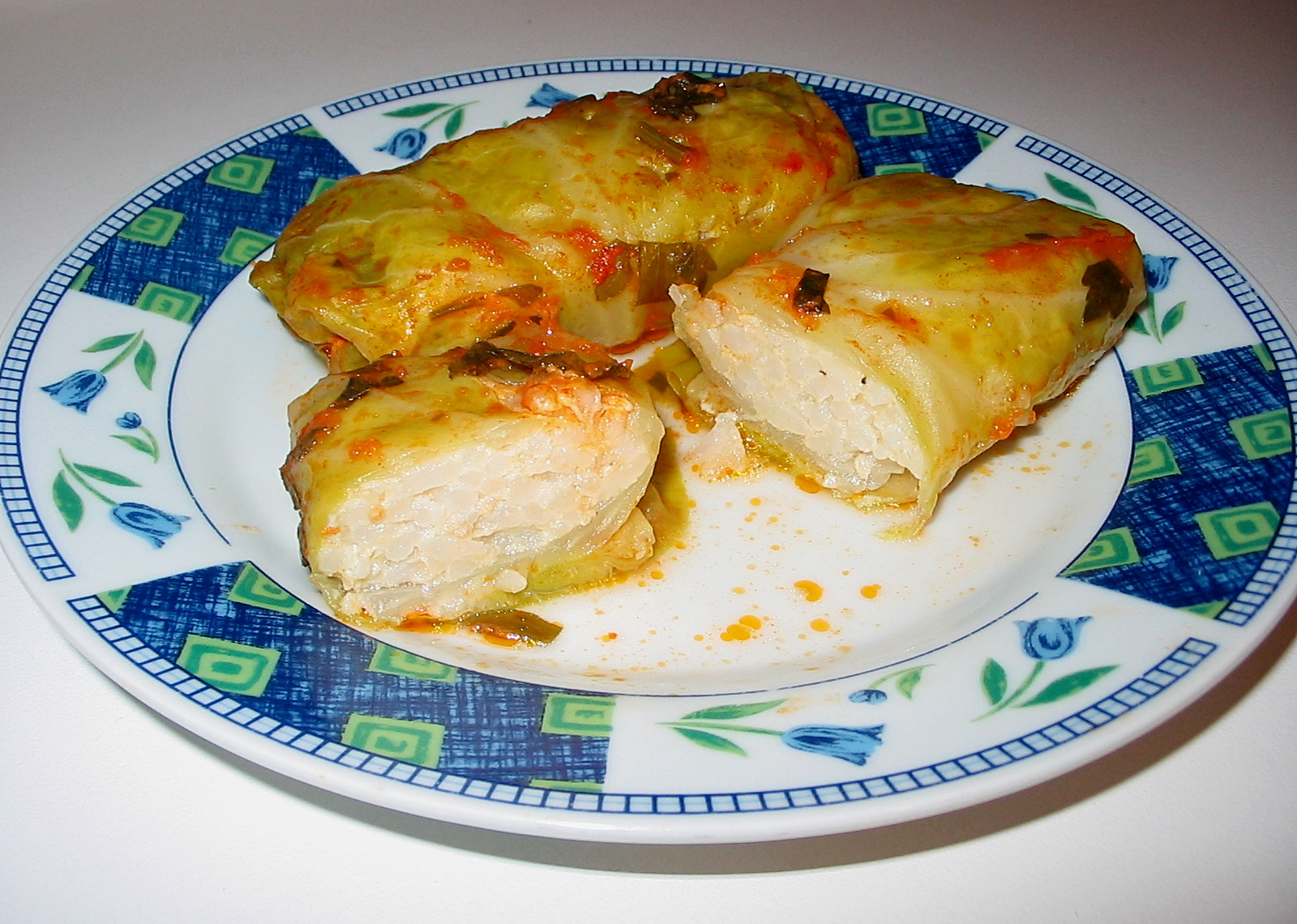
Голубці із молодої капусти з рисом та м'ясом
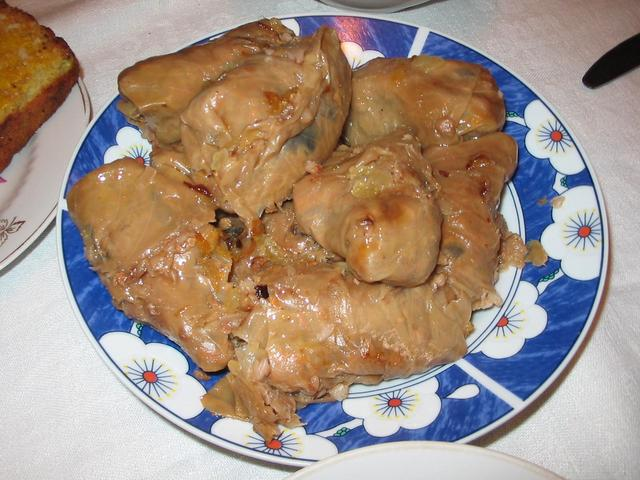
Пісні гречані голубці з опеньками із квашеної капусти
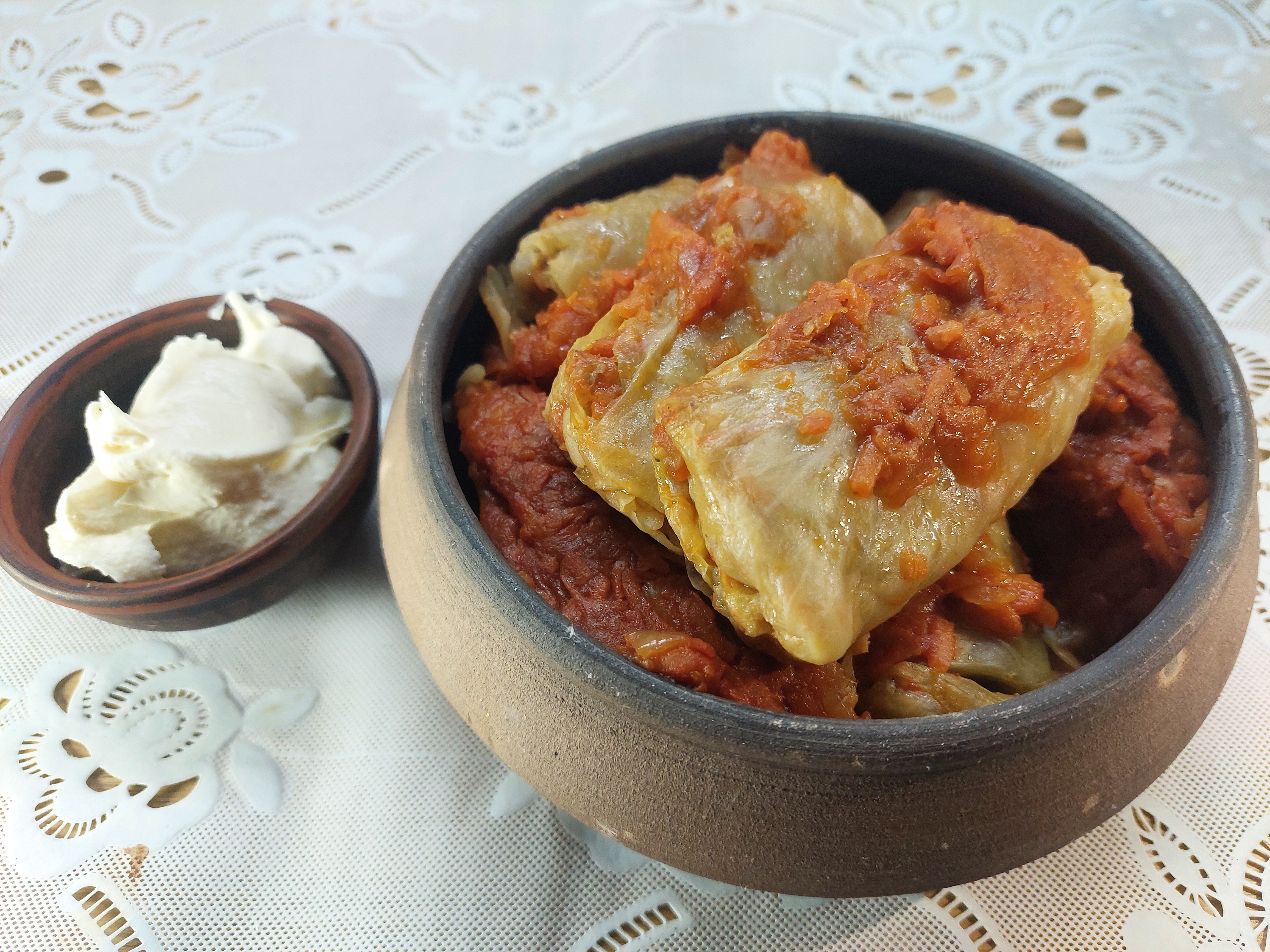
Голубці з сметаною домашнього приготування